# Nyssa (Oregon)
Nyssa is een plaats (city) in de Amerikaanse staat Oregon, en valt bestuurlijk gezien onder Malheur County.

## Demografie
Bij de volkstelling in 2000 werd het aantal inwoners vastgesteld op 3163. In 2006 is het aantal inwoners door het United States Census Bureau geschat op 3053, een daling van 110 (-3,5%).

## Geografie
Volgens het United States Census Bureau beslaat de plaats een oppervlakte van 3,0 km², geheel bestaande uit land. Nyssa ligt op ongeveer 664 m boven zeeniveau.

## Plaatsen in de nabije omgeving
De onderstaande figuur toont nabijgelegen plaatsen in een straal van 20 km rond Nyssa.